# Артериальная кровь
Артериа́льная кровь — устоявшееся название крови, очищенной от углекислого газа и насыщенной кислородом (оксигенированной), в отличие от венозной крови.
Артериальная кровь циркулирует по артериям большого круга кровообращения и венам малого круга кровообращения. Доставляет к тканям кислород, необходимый для осуществления метаболизма. Проходя через ткани, артериальная кровь теряет кислород и насыщается углекислым газом, тем самым она становится венозной. Имеет ярко-алый оттенок ввиду высокой концентрации оксигемоглобина (оксигемоглобин светлее дезоксигемоглобина).

## Показатели кислотно-основного состояния
Оценка показателей кислотно-щелочной среды (КОС) и газообмена помогает провести быструю дифференциальную диагностику.
| Показатель | Основная характеристика                    | Допустимые пределы                |
| ---------- | ------------------------------------------ | --------------------------------- |
| рН         | Величина активной реакции среды            | 7,35—7,45                         |
| рСО2       | Напряжение углекислого газа                | 35—45 мм рт. ст. (4,7—6,0 кПа)    |
| рО2        | Напряжение кислорода                       | 95—100 мм рт. ст. (12,6—13,3 кПа) |
| АВ         | Истинный бикарбонат (HCO3−)                | 19—25 ммоль/л                     |
| SB         | Стандартный бикарбонат (HCO3−)             | 19—25 ммоль/л                     |
| BB         | Сумма оснований всех буферных систем крови | 20—27 ммоль/л                     |
| BE         | Избыток или дефицит оснований              | 45—55 ммоль/л ± 2 ммоль/л         |